# Juan Ponce-Enrile

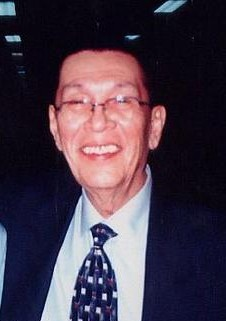
Juan Ponce-Enrile.

Juan Valentín Ponce-Enrile y Furagganan (Gonzaga, Cagayán, 14 de febrero de 1924) es una figura política y un líder en el movimiento del People Power (Poder del Pueblo) de 1986 derrotó al presidente Ferdinand Marcos.  Es senador actual de las Filipinas, siendo elegido Presidente del Senado en 2008.
Ponce-Enrile tomó un curso de Bachillerato de Derecho ('Bachelor of Laws') y se graduó cum laude en la Universidad de las Filipinas. En las 1953 se examinó de derecho, terminó en el puesto 11º de la cuenta más alta con 91.72% de puntuación y una cuenta perfecta en Derecho Mercantil. Luego tomó una beca en el 
Facultad de Derecho de Harvard en donde  ganó el grado del Licenciado o Maestro en Derecho ('Master of Law') con la formación especializada en fiscalidad internacional.
- Datos: Q145881
- Multimedia: Juan Ponce Enrile / Q145881